# Cayratia timoriensis
Cayratia timoriensis är en vinväxtart som först beskrevs av Dc., och fick sitt nu gällande namn av Chao Luang Li. Cayratia timoriensis ingår i släktet Cayratia och familjen vinväxter. Utöver nominatformen finns också underarten C. t. mekongensis.